# Rouveroy
Rouveroy is een dorp in de Belgische provincie Henegouwen, en een deelgemeente van de Waalse gemeente Estinnes.
Rouveroy was een zelfstandige gemeente, tot die bij de gemeentelijke herindeling van 1977 deel werd van de gemeente Estinnes.

## Etymologie
De naam Rouveroy betekent Plaats met Wintereik  (Chêne ROUVRE in het Frans).

## Demografische ontwikkeling
- Bronnen:NIS, Opm:1831 tot en met 1970=volkstellingen, 1976= inwoneraantal op 31 december

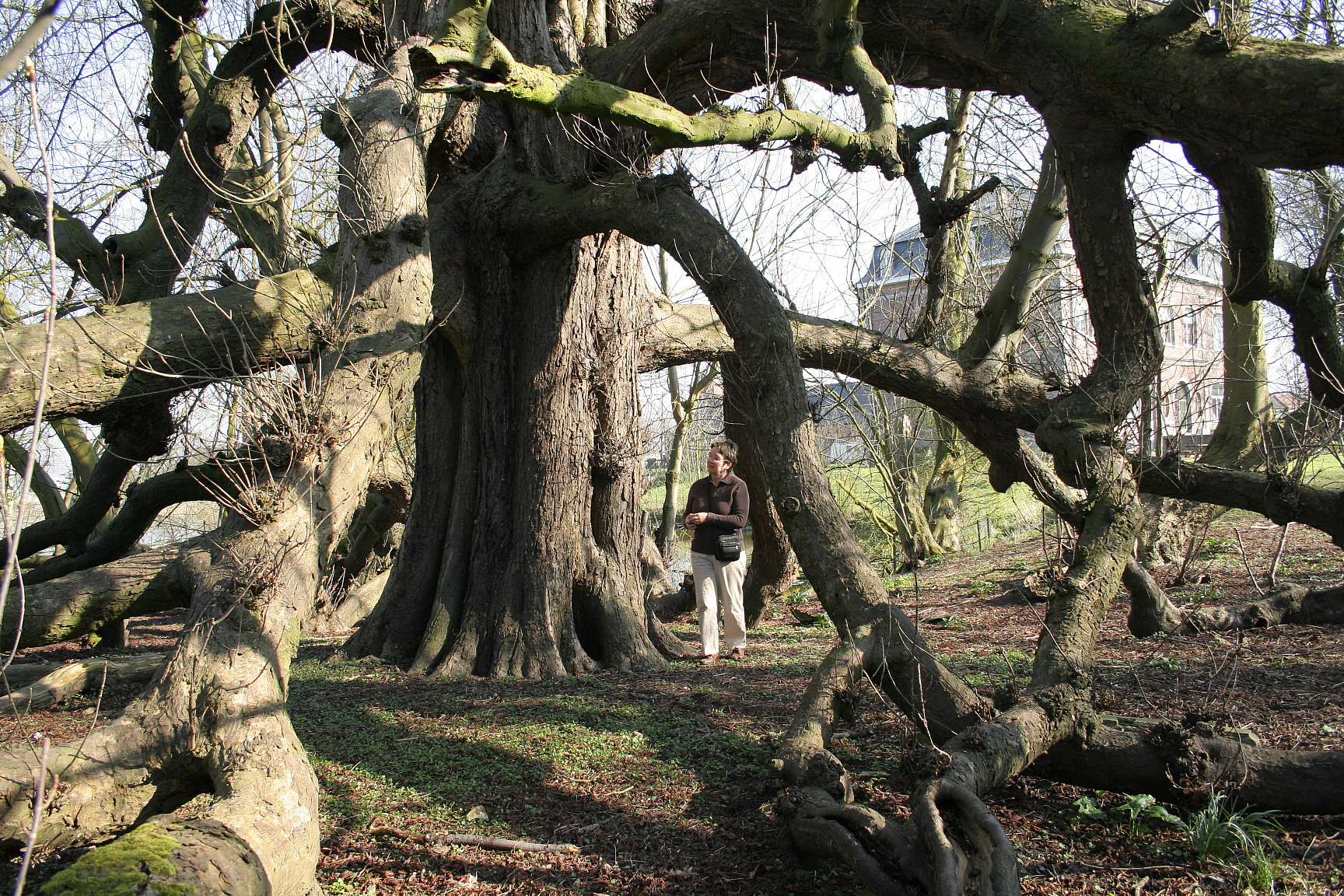
Paardenkastanje van het kasteel.

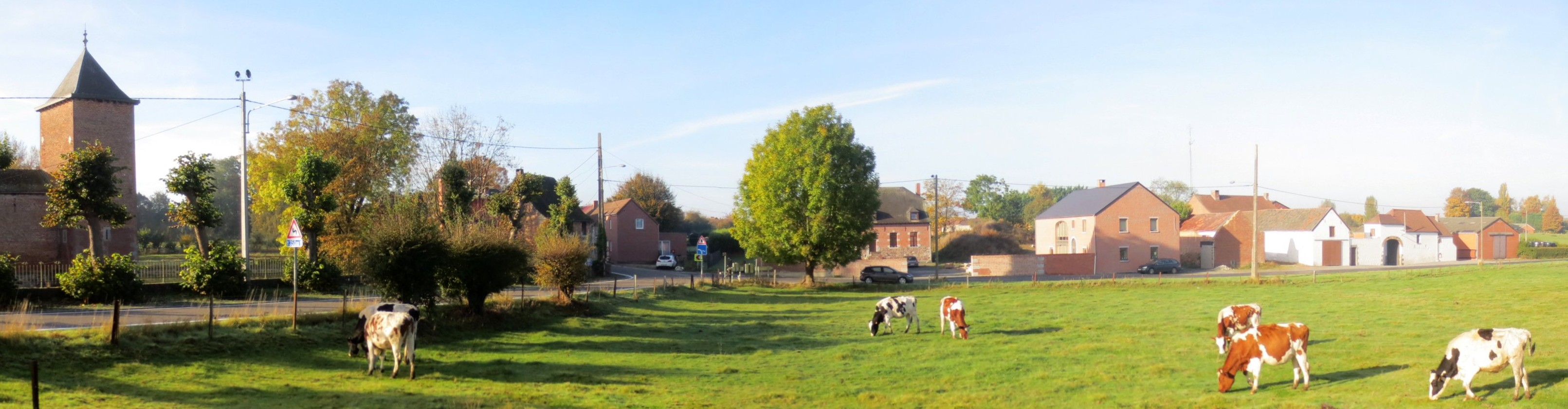
Panoramafoto van Rouveroy

## Bezienswaardigheden
- Église Saint-Remi

## Politiek
Rouveroy had een eigen gemeentebestuur en burgemeester tot de fusie van 1977. Burgemeesters waren:
- 1824-1867 : Charles de Bousies de Rouveroy